# Одиниця з обманом
«Одиниця „з обманом“» (ор."Одиниця з обманом", нап. 1976 р.) — повість українського дитячого письменника Всеволода Нестайка про шкільне життя 4-«Б» класу. Книга розповідає веселі, а часом і прикрі історії учнів класу.

## Сюжет

### Вступ
Твір починається з того, як в тихій школі тихим коридором іде шкільний кіт Сократ з року в рік. Письменник закликає йти із Сократом до вивіски «IV-Б клас» та прислухатися. В 4-Б тихо пишуть контрольну на тему «Ким я хочу бути?». Вчитель Ліна Митрофанівна стежить і дивується таким тихим класом. І тут починаються розповіді про учнів.

### Розповіді

#### Спасокукоцький і Кукуєвицький
У цій історії розповідається про героїзм цих двох хлопців.
Якось вони стали говорити про свої подвиги. Кукуєвицький завжди говорив про свої вигадані сміливі вчинки. Від цього Спасокукоцькому стало заздрісно, що він дружить з таким героєм. Тому він теж почав вигадувати "подвиги". Але одного разу Кукуєвицький не прийшов до школи, і у Спасокукоцького настрій дуже зіпсувався.
Вдома мати Спасокукоцького помітила, що у сина в зубі є дірка, тому миттю відвезла його до лікаря. Хлопчик страшенно боявся, що буде дуже боляче. І коли бормашина задзвеніла, хлопець злякався, проте минуло якихось декілька не болячих хвилин, як все закінчилось. Школяру після цього стало соромно за свої страхи. Тим більше, що під дверима кабінету він зустрів свого "геройського" друга Кукуєвицького, з хворим зубом, переляканого і в сльозах.

#### Шурик Бабенко
У наступній розповіді ідеться про хлопчика, який не відчував у собі достатньо мужності.
Якось хлопці йому дозволили зіграти з ними у футбол стопером у команді Валери Галушкинського. І після цього футболу Шурик не приходив грати, через те, що він нічого не знав про гру.
Одного літа до будинку приїхав  новий сусід Бабенка — майстер спорту Гелій Бумбарасов. Після цього Шурик постійно був на балконі, тому що сусід був на поверх вище.
Якось хлопці грали у футбол, один із гравців забив м'яч вгору так, що він приземлився на балконі Бумбарасова. Хлопці не могли піти й попросити м'яча, бо незручно піти й сказати: «Вибачте, до Вас закотився м'яч». А Шурик Бабенко поліз, і за те, що це було небезпечно, Бумбарасов дав йому по шиї. Проте завдяки цьому хлопці стали сприймати його як свого і навчили грати у футбол.

#### Макароніна
Ця розповідь є протиставленням до історії про Шурика Бабенка, оскільки Ніна Макаренко — це дівчинка, що втілює в собі риси чоловічого роду. Тому з нею ніхто з дівчат не дружив, крім Галочки Білан і Свєточки Черненко. Дружать вони з Макароніною, тому що та врятувала їх від хулігана з 4-го «А» класу Гришки Гонобобеля. І все ж Макароніна вважає хлопців кращими за дівчат.
Одного разу Ігор Дмитруха запропонував поїхати до каланчі у Пущі-Водиці. Багато хто злякався, але Макароніна вирішила показати своє геройство і згодилася, ще й Галочку зі Свєточкою потягнула із собою. 
Приїхавши у Пущу-Водицю, діти довго шукали каланчу та врешті вирішили вилізти на дерево, щоб її пошукати. Першою кинулась лізти, звісно,  Макароніна. На жаль, вона зірвалася і впала звідти та дуже пошкодила ногу при падінні. Хлопчаки злякалися крові і завмерли, а першу допомогу Ніні надали якраз дівчатка, Свєточка і Галочка. Вони проявили сміливість і вправність. 
Після цього Макароніна зрозуміла, що дівчатка зовсім не гірші за хлопців, тому перестала у всьому наслідувати хлопців та дозволила собі вдягатися і поводитися не по-хлоп'ячому.

#### Ярик Божко
Ігор Дмитруха, герой всього класу, приносив у клас жуйку і пригощав своїх друзів, проте Ярикові відмовляв у проханні і казав «Обійдеться!». Ярик вирішив помститися Дмитрусі та іншим і теж сказати «Обійдеться!». Для цього він приніс у школу німецьке «цукертюте» — великий пакунок із цукерками. 
Всі захотіли почастуватися. Раптом Ярик побачив Дмитруху, який напружено дивиться у вікно, насупивши брови. Божко поспівчував йому і пригостив Ігоря також. Ярикові дуже сподобалося відчуття, коли ти з радістю ділишся із іншими. 

#### Ляля Іванова і Туся Мороз
Ляля Іванова — онука відомого вченого, а Туся Мороз — просто собі Туся Мороз. У Лялі вдома дві собаки, три коти, папуги, рибки, а у Тусі — жодної тваринки. Вона стала часто приходити в гості до подруги. Для Тусі була дуже важливою дружба з Лялею, а Ляля вирішила цим скористатися. Постійно просила Тусю про різні послуги, від яких та ніяк не могла відмовитися, що було доволі принизливо.  
На новорічному святкуванні все це помітив дідусь Лялі і вирішив її провчити з допомогою інших дівчаток із їхнього класу. 
...Туся, як і раніше, ходить у гості до Лялі. Але Ляля вже ніколи не посилає її в буфет, не просить нести свій портфель і витирати замість себе дошку

## Екранізація
- «Одиниця „з обманом“» — художній фільм 1984 року за мотивами повісті (кіностудія ім. О. Довженка, реж. Андрій Праченко)[1].